# Sympetrum vulgatum
Sympetrum vulgatum es una especie de odonato anisóptero distribuido por las zonas templadas del paleártico de Eurasia.